# Слободка (Верхнетроицкое сельское поселение)
Слободка — деревня в Кашинском городском округе Тверской области России, до 2018 года входила в состав Верхнетроицкого сельского поселения.

## География
Деревня находится на берегу реки Рудомошь в 36 км на юго-запад от города Кашина.

## История
В 1842 году в селе была построена деревянная церковь Сорока Мучеников с 3 престолами, метрические книги с 1791 года. 
В конце XIX — начале XX века село входило в состав Яковлевской волости Корчевского уезда Тверской губернии. 
С 1929 года деревня являлась центром Слободинского сельсовета Кашинского района Бежецкого округа Московской области, с 1935 года — в составе Калининской области, с 1994 года — в составе Верхнетроицкого сельского округа, с 2005 года — в составе Верхнетроицкого сельского поселения, с 2018 года — в составе Кашинского городского округа.

## Население
| 1859 | 1887 | 2002 | 2010 |
| ---- | ---- | ---- | ---- |
| 180  | ↗186 | ↘49  | ↘29  |

## Достопримечательности
В деревне расположена ветхая деревянная Сорока мучеников Севастийских (1842).